# 1914 en Lorraine
Chronologie de la Lorraine
- 1910
- 1911
- 1912
- 1913
- 1914
- 1915
- 1916
- 1917
- 1918

Cette page est une liste d'événements qui se sont produits durant l'année 1914 en Lorraine.

## Événements

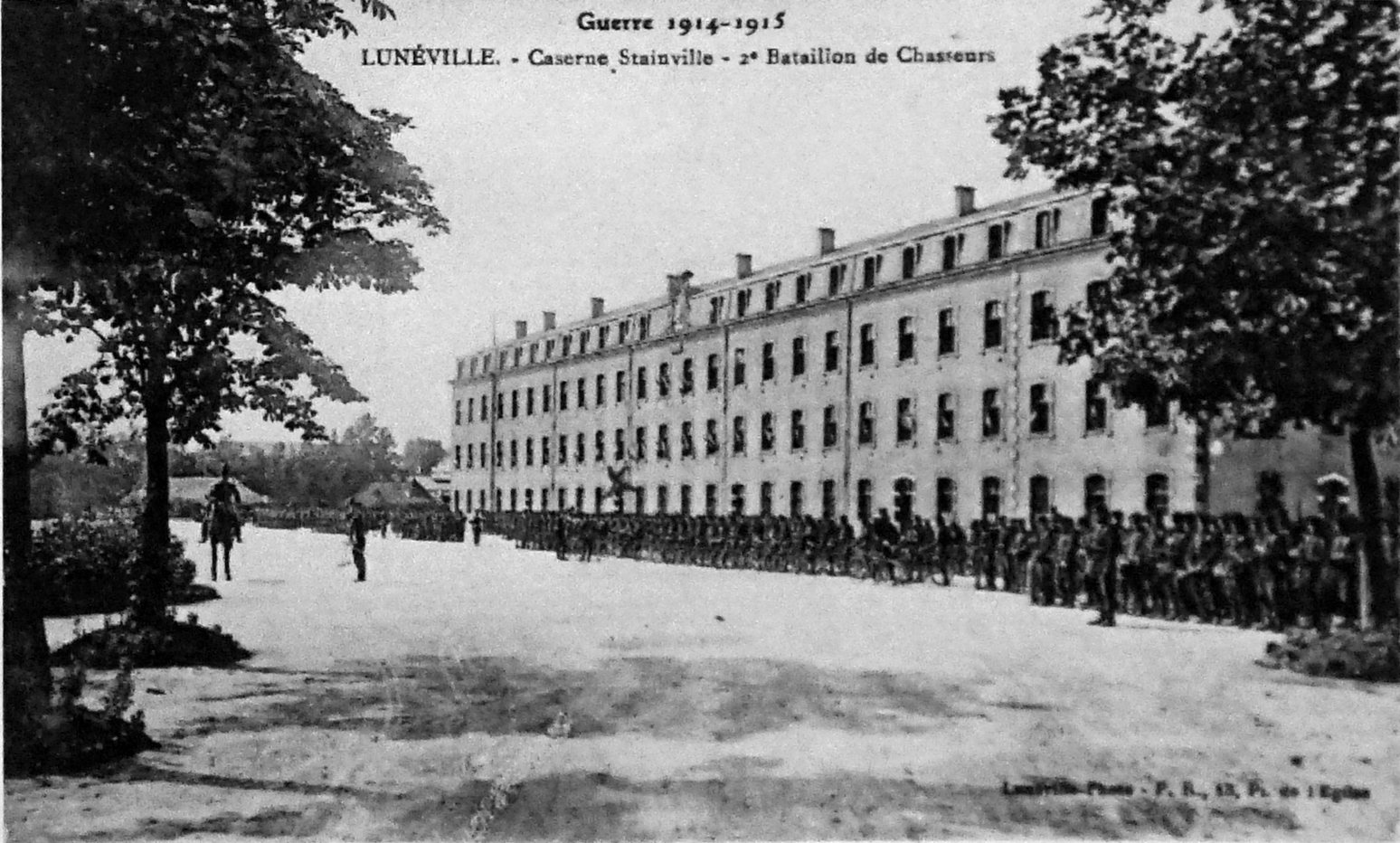
Caserne du 2e BCP à Lunéville.

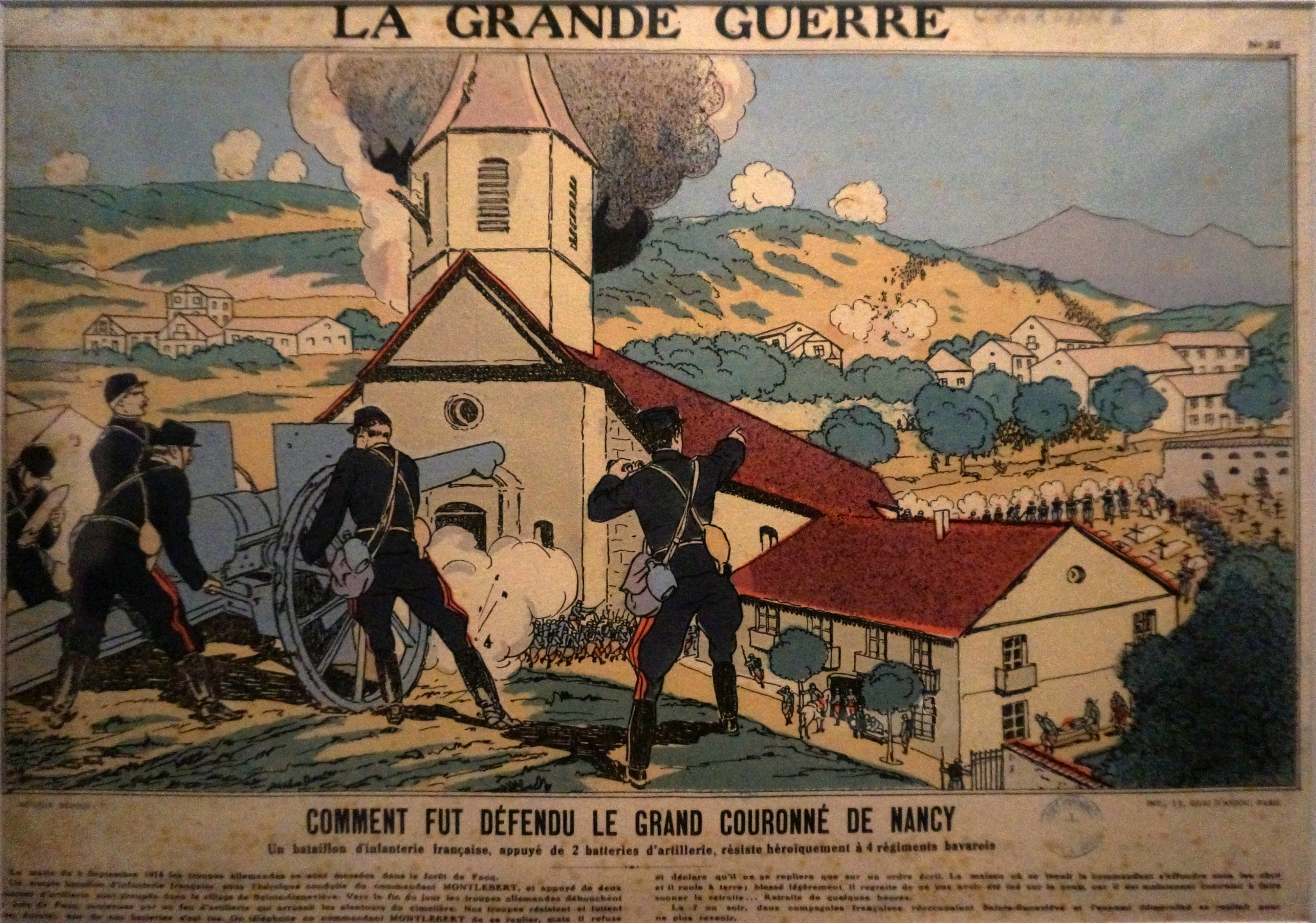
Le 5e bataillon du RI du capitaine Montlebert défend la colline Sainte-Geneviève (image de propagande).

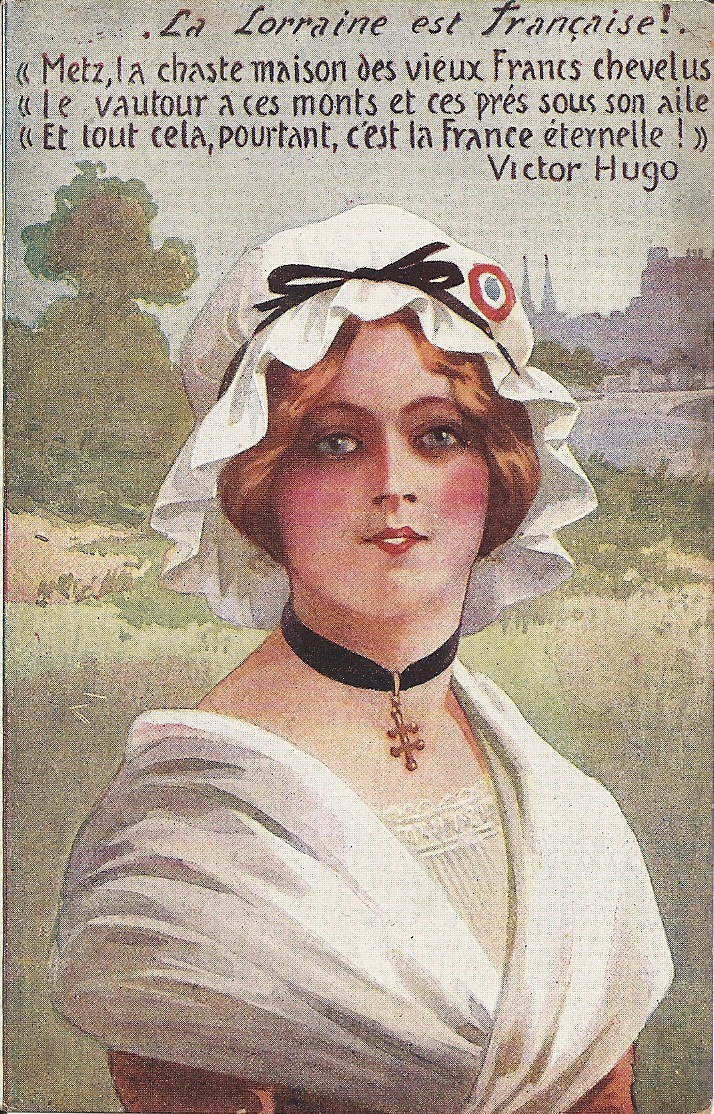
La Lorraine est française! Carte postale d'avant la première guerre mondiale

- À la veille de la Grande Guerre, Lunéville devient la « cité cavalière »[1], hébergeant la 2e division de cavalerie ainsi que ses unités ; la ville ne compte alors pas moins de 8 casernes, son château y compris. Parmi les troupes en présence, on trouve les 17e et 18e régiments de chasseurs à cheval, les 8e et 31e régiments de dragons, des éléments des 8e et 39e régiments d'artillerie de campagne et le 2e bataillon de chasseurs à pied[2].
- Dès le début de la guerre, plusieurs grandes batailles de la guerre de mouvement se déroulent en Lorraine : la bataille de Lorraine puis la trouée de Charmes, les batailles du Grand-Couronné, des hauts de Meuse et de Haute Meurthe.
- Louis Guingot, peintre de l'École de Nancy invente le camouflage militaire[3].
- Louis Simonet est élu député des Vosges, il siège jusqu'en 1919.
- Création de la Nécropole nationale du Pétant, aménagée entre 1920 et 1936, elle regroupe les tombes des cimetières militaires provisoires du secteur de Pont-à-Mousson (rive droite et gauche de la Moselle)[4].

### Janvier
- 14 janvier : la seconde chambre du parlement d'Alsace-Lorraine se prononce dans une résolution sur les incidents de l'affaire de Saverne. Tandis qu'elle défend le comportement de l'autorité civile, elle condamne les actes des militaires ainsi que l'acquittement du commandant de régiment von Reuter[5].

### Février
- 21 février : une tornade de classe EF2, soit des vents estimés entre 175 km/h et 220 km/h, affecte plusieurs dizaines d'habitations et l'église à Blénod-lès-Toul[6].

### Mars
- 11 mars : Charles Ginisty est nommé évêque de Verdun. Le 17 mai, jour de l’Ascension, il est sacré à Saint-Affrique, par Charles du Pont de Ligonnès, assisté de Jean-François-Ernest Ricard et Léon Livinhac. Le 11 juin, il est installé dans le diocèse de Verdun[7].

### Mai

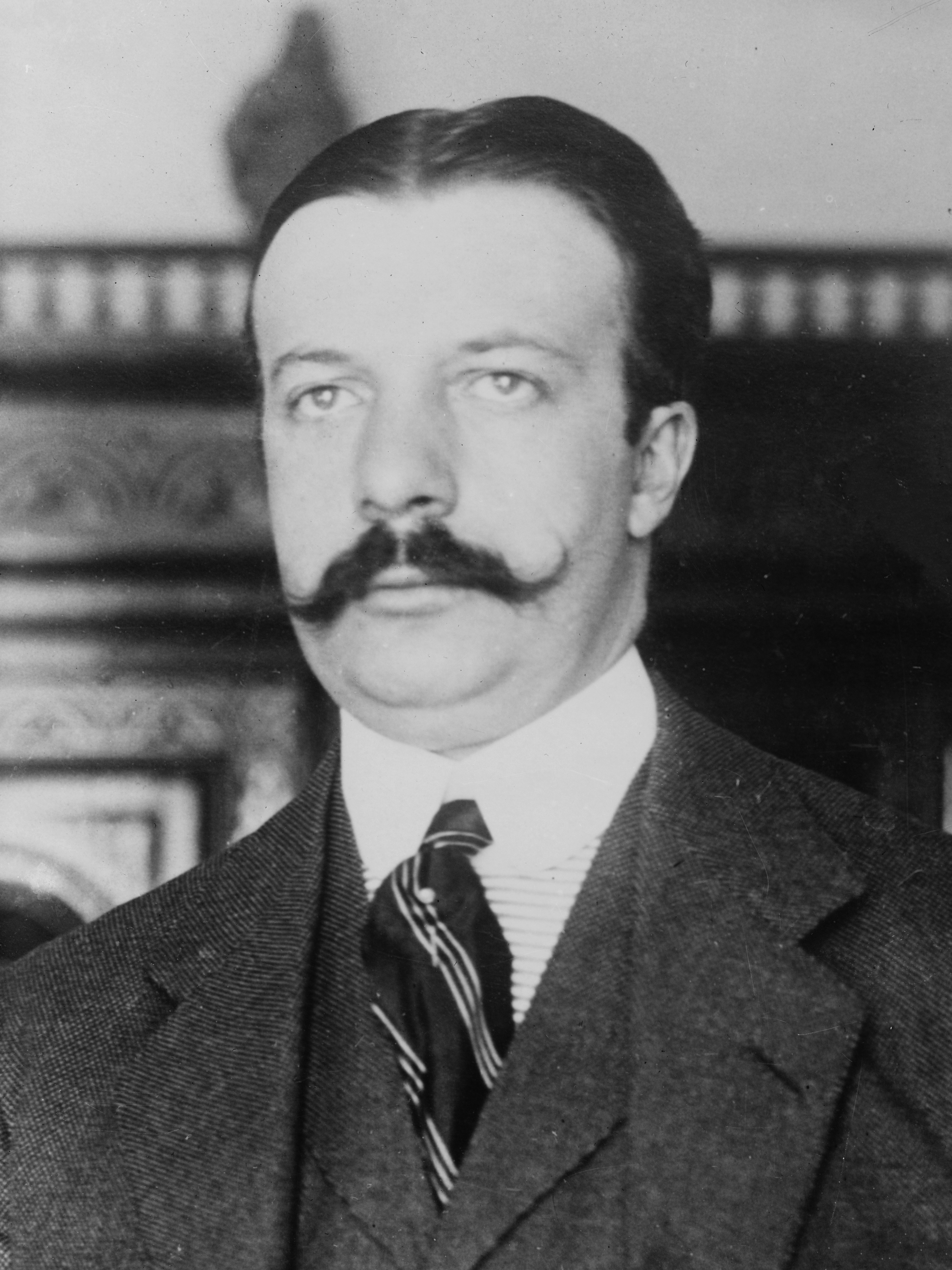
André maginot

- 1 mai : création à Toul du 10e régiment du génie (10e RG), comme régiment de forteresse. Son dépôt de guerre constitue durant le conflit 48 unités.
- élus députés de Meurthe-et-Moselle : François de Wendel, Charles Fringant, Albert Lebrun, Louis Marin (homme politique), Fery de Ludre décédé en 1915, Raoul Méquillet, Émile Driant décédé en 1916
- élus députés de la Meuse : André Maginot, Albert Thiery, Louis Revault, Albert Noël
- élus députés des Vosges : Abel Ferry, réélu, mais plus difficilement[8]. Maurice Flayelle est réélu au premier tour, Constant Verlot, Henri Schmidt, Camille Picard, Marc Mathis décédé en 1917, Louis Simonet.

### Juillet
- 12 juillet : inauguration sur le plateau de Villers-les-Nancy d'un aérodrome militaire à laquelle assistaient le général Foch et Albert Lebrun, futur président de la république française[9].
- 22 juillet : arrivée à Longwy de la 13e étape du Tour de France. Le départ avait été donné de Belfort[10].
- 24 juillet : le tour de France part de Longwy en direction de Dunkerque[10].
- 31 juillet, Alsace-Lorraine annexée : mobilisation générale, proclamation de l'état de siège[11]. L'empire allemand déclare "l'état de danger de guerre"[12].

### Août
- août 1914 : 

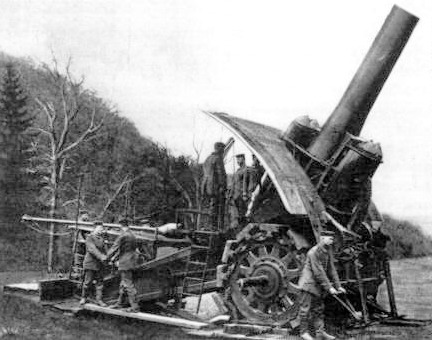
La grosse Bertha

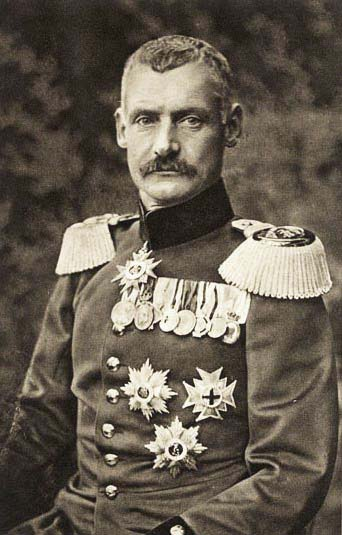
Rupprecht von Bayern

  - des actes de barbarie sont commis par les troupes allemandes[13], à Badonviller, Blâmont[14]... Plusieurs personnalités des régions envahies sont fusillées par l'ennemi.
  - Au début de la guerre, l'armée allemande dispose de trois batteries de 420 mm, à 2 pièces chacune, fabriquées par les usines Krupp. En hommage à Bertha Krupp leurs servants les surnommèrent :  "Dicke Bertha" : grosse Bertha. Une de ces batteries est utilisée pour réduire le fort de Manonviller[15].
  - Des canons pris aux Allemands sont exposés sur la place Stanislas à Nancy[16].
- 1er août : mobilisation générale[12]. Le 6e Corps de Châlons, le 20e Corps de Nancy et de 21e Corps d'Épinal couvrent la frontière lorraine.
- 3 août : 
  - premier bombardement aérien de la guerre sur Lunéville[17].
  - L'Allemagne déclare la guerre à la France[12].
  - un bataillon allemand pénètre en France et détruit la station d'Homécourt[18].
- 4 août : la ville de Nancy est proclamée en état de siège.
- 5 août : les Allemands occupent Briey, qui pensent annexer l'arrondissement, etb mettent en place un processus de germanisation[12].
- 12 août : Badonviller est incendiée, 84 maisons sont brûlées par les Bavarois à la suite de la résistance du 20e bataillon de chasseurs à pied de Baccarat sur le 16e régiment d'infanterie bavarois (de). 12 civils sont assassinés par l'occupant et deux soldats français blessés sont achevés, abandonnés aux flammes dans l'écurie de l'hôtel de la gare. 14 otages sont arrêtés et déportés. Madame Benoit, femme du maire en place est tuée dans les évènements, fusillée avec une dizaine de femmes et de jeunes filles[19].
- 14 août : le 146e RI du 20e corps d'armée (IIe Armée) avance vers Château-Salins.
- 17 août : création de l’Armée de Lorraine qui est constituée dans la région à l'ouest de la ligne Pont-à-Mousson (2e armée), Chambley-Bussières, Étain (3e armée). Occupation des Hauts-de-Meuse et couverture face à Metz.
- 18 août : victoire allemande de Morhange[11].
- 19 août : la 39e division d'infanterie du général Georges Dantant attaque Morhange puis Delme[20].
- 19 août : chute de Sarrebourg[21].
- 20 août : 
  - repli des troupes françaises après la bataille de Morhange.
  - Nomeny est incendiée par les 2e, 4e et 8e régiments bavarois[22]
- 22 août : la subdivision de la 3e armée est remplacée par l'armée de Lorraine.
- 22 - 24 août : occupation des Hauts-de-Meuse et couverture face à Metz entre Pont-à-Mousson (2e armée) et Audun-le-Roman (3e armée).
- 23 août à 3 heures : Lunéville est occupée par le 21e Corps allemand[23].
- 23 août au 10 septembre : bataille de la Haute Meurthe (ou bataille de la Mortagne) regroupe les combats qui se déroulent devant Rambervillers (au col de la Chipotte, Saint-Barbe), autour de Saint-Dié, Mandray, le col d'Anozel, Taintrux, Nompatelize, Étival...) et des massifs environnants.
- 24-26 août : victoire défensive française à la bataille de la trouée de Charmes.
- 24 - 27 août : l'armée de Lorraine est engagée dans la bataille des Frontières, à la droite de la 3e armée. Offensive partielle, arrêtée sur l'Orne, puis repli sur les Hauts-de-Meuse et dans la vallée de la Meuse.
- 25 août : repli des Alliés sur le Grand-Couronné de Nancy. Joffre ordonne la retraite sur l’Aisne et la Somme. Création de la 6e armée française.
- 25 août au 12 septembre : offensive allemande contre les défenses de Nancy (bataille du Grand Couronné) qui oppose, la VIe armée allemande commandée par le prince Rupprecht de Bavière à la IIe armée française d'Édouard de Castelnau.
- 26 août : Après 5 jours de bombardements intensifs, Longwy, assiégée depuis le 4 août, se rend[24].
- 27 août : 
  - dissolution de l'Armée de Lorraine transformée en 6e armée.
  - reddition du fort de Manonviller qui capitule après 52 heures de pilonnage intensif de l'artillerie allemande[25],[26]. Le fort résiste aux bombardements mais les soldats risquant l'asphyxie, le commandant du fort ordonne la reddition. Le fort permit de retenir quelque temps le déferlement des troupes allemandes sans quoi ils auraient enlevé le Grand Couronné et auraient foncé sur Paris en traversant la Marne sans avoir à y livrer bataille. Le fort d'arrêt de Manonviller, construit en béton spécial et le plus puissant fort de la ligne Séré de Rivières, est dévasté par 159 tirs de la batterie Gamma-Gerät du major Solf

### Septembre

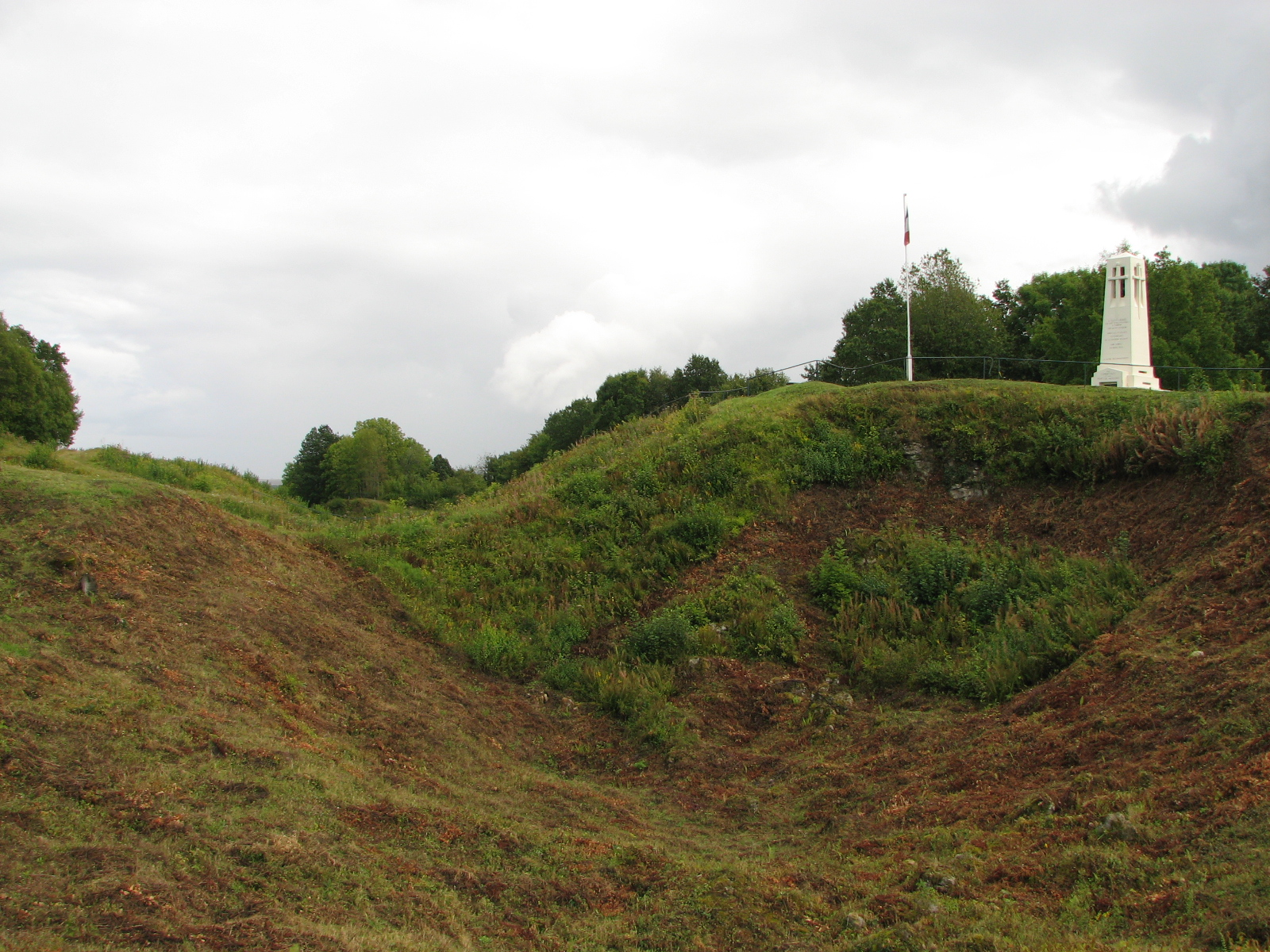
Butte de Vauquois

- 4 au 12 septembre : l'armée allemande est arrêtée devant Nancy lors de la bataille du Grand Couronné[21].
- 9 et 10 septembre : l'artillerie à longue portée allemande bombarde Nancy.
- 19 septembre : la plaine de la Woëvre est envahie.
- 26 septembre : les Allemands prennent Saint-Mihiel.
- automne 1914 jusqu'au printemps 1918 : bataille de Vauquois, marquée par une guerre de position. Elle se déroule sur la butte de Vauquois à 25 km à l'ouest de Verdun : cette butte, tenue par les troupes allemandes à partir de fin septembre 1914, est attaquée sans succès par les troupes françaises en octobre 1914. En février 1915, les troupes françaises atteignent le sommet de la butte avec de fortes pertes, mais ne peuvent en faire partir les Allemands. À partir d'avril 1915, devant ce statu quo, les combats se poursuivent par une « guerre des mines » jusqu'en avril 1918.

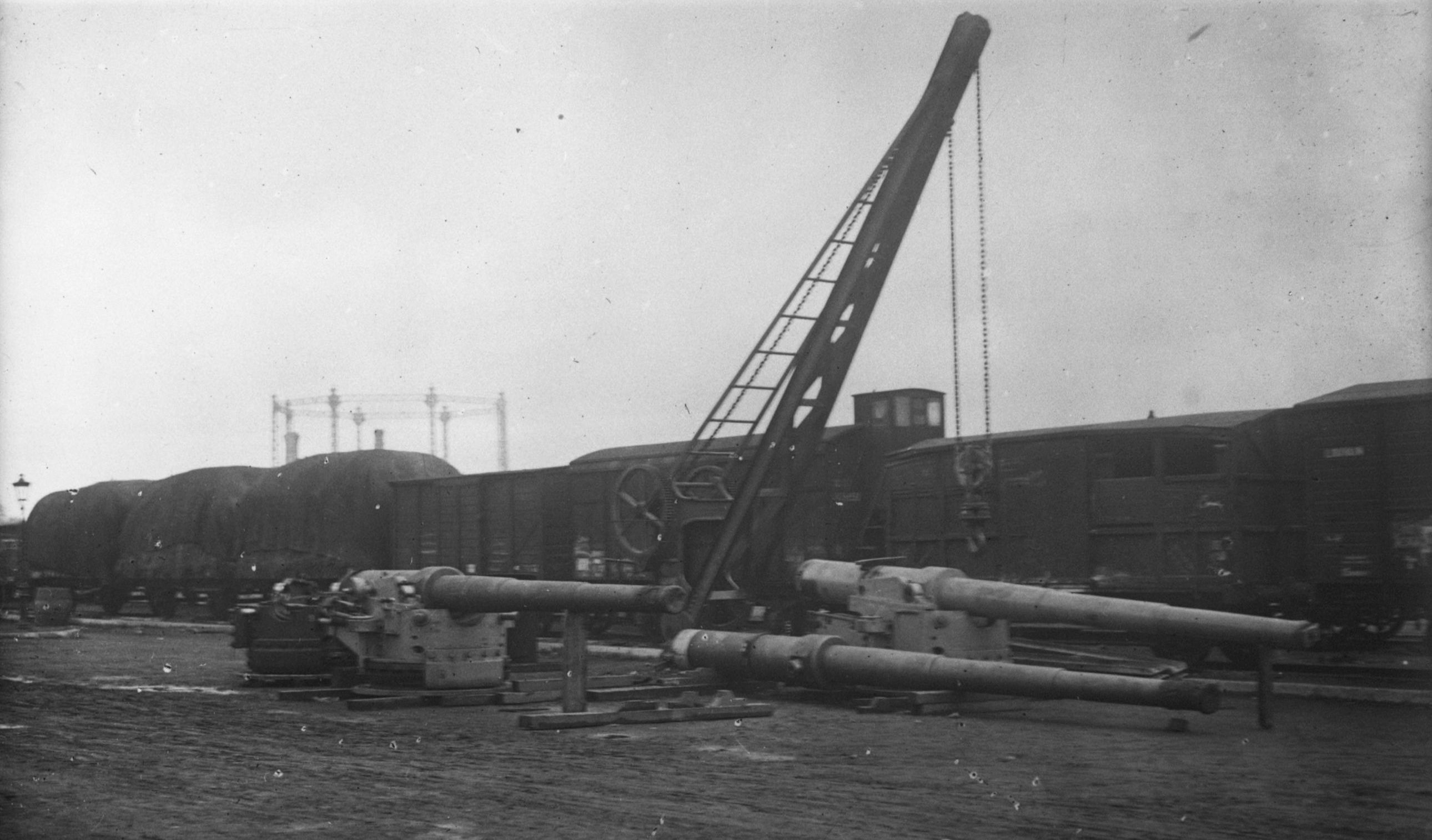
Arrivée de canons de marine à Toul en décembre 1914.

### Octobre
- 26 octobre : un Zeppelin survole Nancy à 5 h 15 min et laisse tomber 16 bombes[27].

## Inscriptions ou classements aux titre des monuments historiques

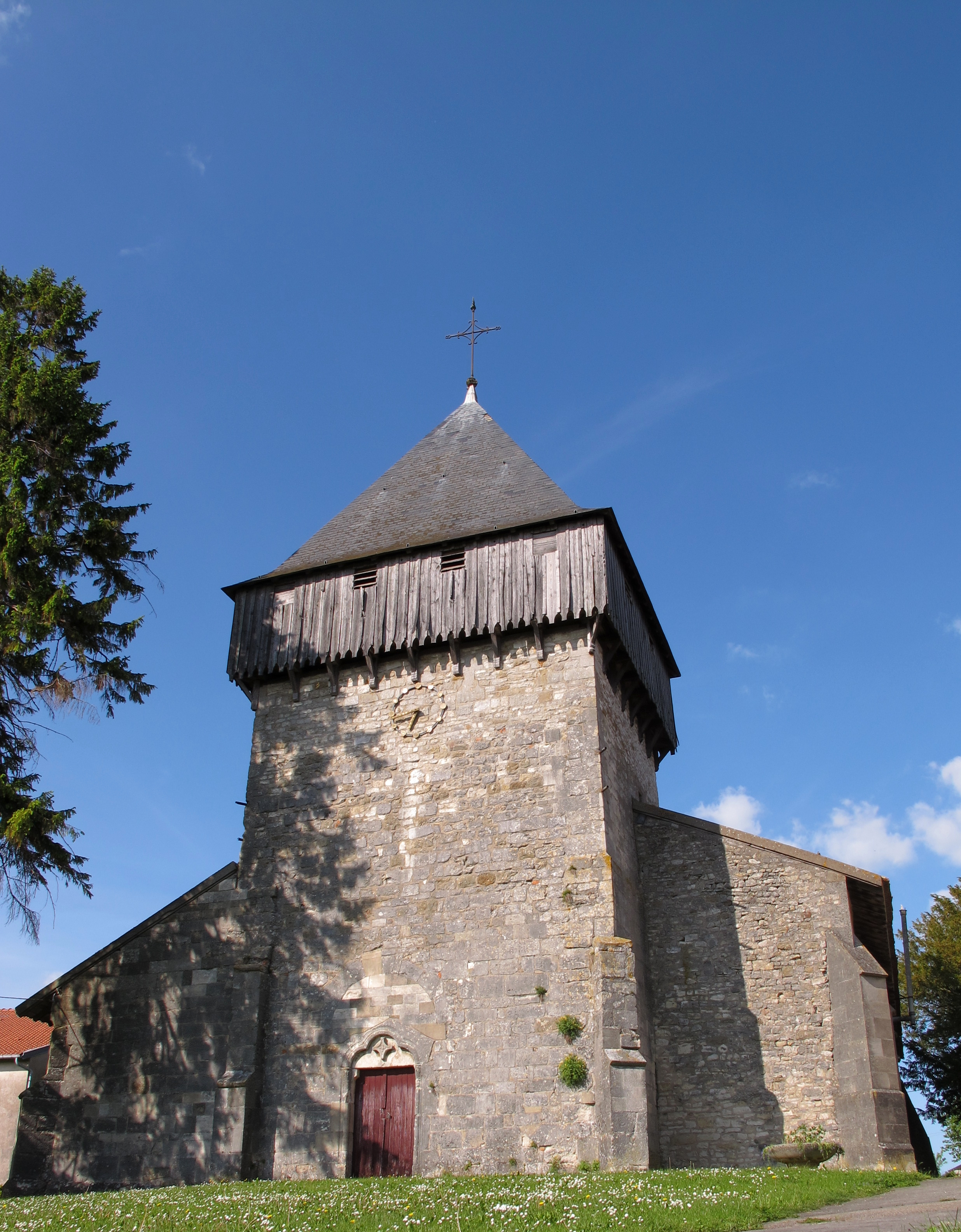
Église de Woël

- En Meurthe-et-Moselle : ; Église des Cordeliers de Nancy[28]; Pierre au Jô, menhir à Pont-à-Mousson[29]
- En Meuse : Église Saint-Gorgon de Woël[30]
- Dans les Vosges : Église Notre-Dame de Médonville[31]

## Naissances

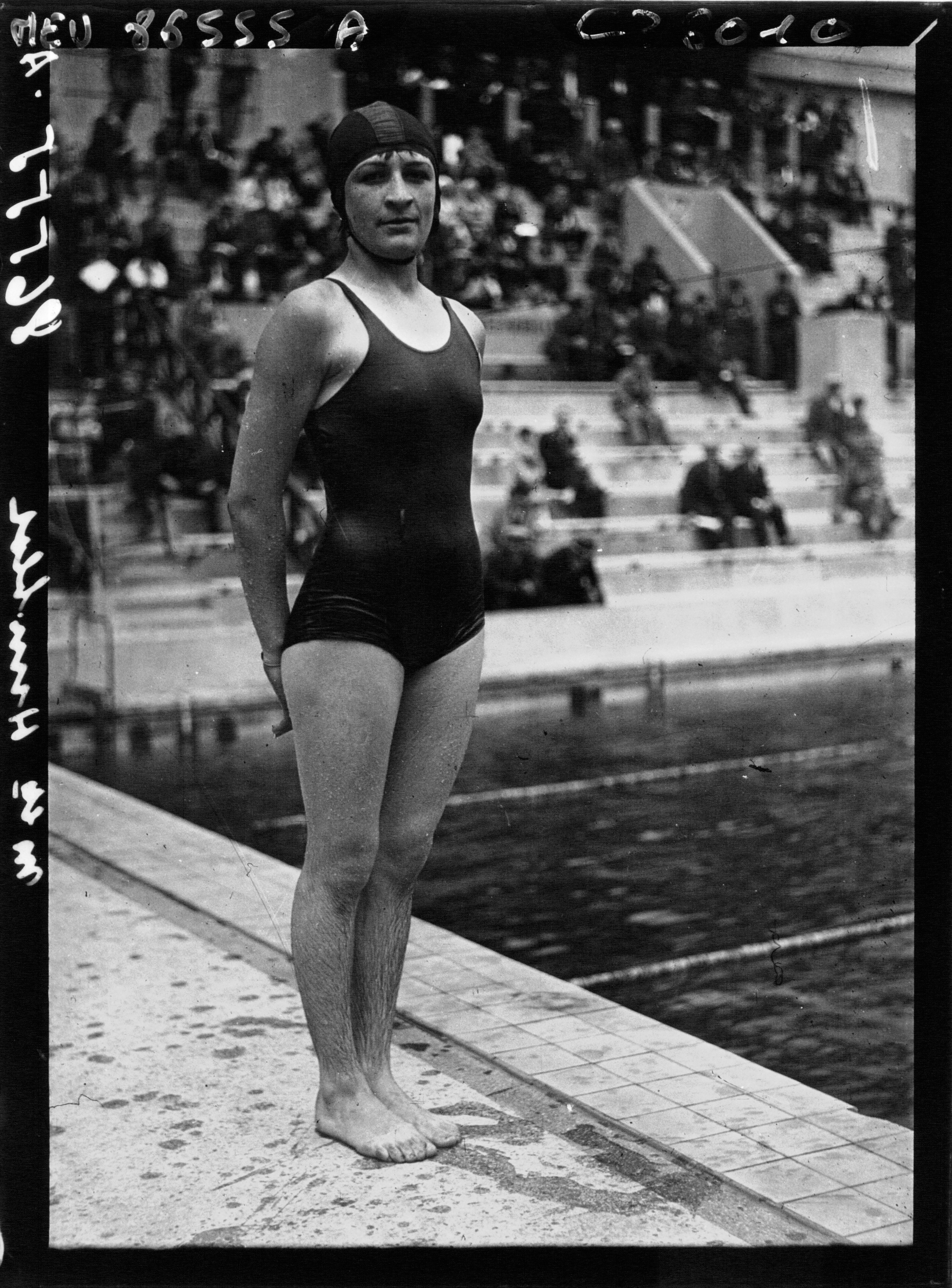
Marcelle Humblot.

- 11 janvier à Viéville-sous-les-Côtes : Marcelle Humblot, morte le 15 novembre 1988 à Marans[32], championne de natation de la fin des années 1920 et du début des années 1930, spécialisée en dos.
- 3 mars à Longwy : Henri Aubry "Avricourt", "Thomas", mort le 10 novembre 1970 à Asnières-sur-Seine (Hauts-de-Seine), résistant français, dirigeant du mouvement Combat.
- 6 mars à Lunéville : Georges Boucheseiche, mort entre 1972 et 1974 au Maroc,  malfaiteur français dont les activités débutèrent dans les années 1930. Incarcéré à plusieurs reprises, il est bien connu des services de police. Après la victoire allemande et le début de l'Occupation, l'inspecteur de police Pierre Bonny le tire de prison pour en faire un agent de la Gestapo française.
- 7 mars[33]  à Metz-Sablon[34] en Lorraine : Margarete Dierks (décédée en 2010) est une journaliste et femme de lettres allemande[35]. Biographe de Jakob Wilhelm Hauer[36], elle est l'auteure de nombreux articles et de plusieurs ouvrages[37].
- 8 mars :
  - à Ancy-sur-Moselle: Raymond Mondon, mort le 31 décembre 1970 à Metz, est un homme politique français. Il est maire de Metz de 1947 à 1970 et occupe deux postes ministériels en 1955 et de 1969 à 1970.
  - à Metz : Sali, dit Sylvain Kaufmann, mort le 14 août 1996 à Créteil[38], homme d'affaires français juif, rescapé de la Shoah.
  - à Portieux : Félix Vazemmes (de son vrai nom Moïse Charles Del), écrivain et érudit lorrain, mort le 9 novembre 2001.
- 12 avril à Metz : Roger Barlet, nom de guerre Rozek, (décédé le 29 ou 30 août 1944 à Varsovie), soldat français tombé lors du soulèvement de Varsovie.
- 22 avril à Saint-Ail : André Schock (1914-1973), déporté résistant des Forces Françaises Combattantes, Compagnon de la Libération, homme politique[39] français.
- 3 mai à Sarreguemines : Eugen-Ludwig Zweigart (décédé le 8 juin 1944) est un as de la Luftwaffe. Eugen-Ludwig Zweigart est crédité de 69 victoires aériennes. Il reçut la Croix de chevalier de la croix de fer le 22 janvier 1943.
- 5 mai à Rambervillers : Jean Baumann, décédé le 8 juillet 1975 à Épinal, homme politique français.
- 1 juin, Nancy : Roger Boileau, mort le 12 septembre 2001 à Nancy (Meurthe-et-Moselle), homme politique français.
- 3 juin à Colmey (Meurthe et Moselle) : Pierre de Boissonneaux de Chevigny, mort le 18 octobre 2001, homme politique français.
- 25 juin à Remiremont : Paul Delouvrier, mort le 16 janvier 1995 à Provins (Seine-et-Marne), haut fonctionnaire français. Il est l'un des principaux artisans de la planification qui a remodelé la France pendant les « Trente Glorieuses ».
- 26 juin à Darney : Antoine Argoud, mort le 10 juin 2004 à Épinal[40] (Vosges), officier supérieur français. Il fait partie de l'Armée de Vichy en Afrique du Nord, puis combat dans l'Armée française de la Libération en Afrique et jusqu'en Allemagne. Après la guerre d’Algérie, il est condamné, en 1964, à la réclusion criminelle à perpétuité par la cour de sûreté de l'État pour son activité au sein de l'OAS et il est finalement amnistié en 1968.
- 17 août à Commercy : Roger Lévy, mort à Aix-en-Provence le 17 octobre 2006[41], militaire français, Compagnon de la Libération.
- 26 septembre à Metz : Robert Hayem, décédé le 8 juillet 2004 à Metz, à 89 ans, haut fonctionnaire français. Il a eu un rôle décisif comme préfet des Ardennes en facilitant des regroupements d'agglomérations.
- 28 novembre à Haroué : René Dubroux, mort assassiné le 19 décembre 1959 à Palay dans la province de Champasak au Laos, missionnaire catholique français martyr du Laos qui a été béatifié le 11 décembre 2016.

## Décès

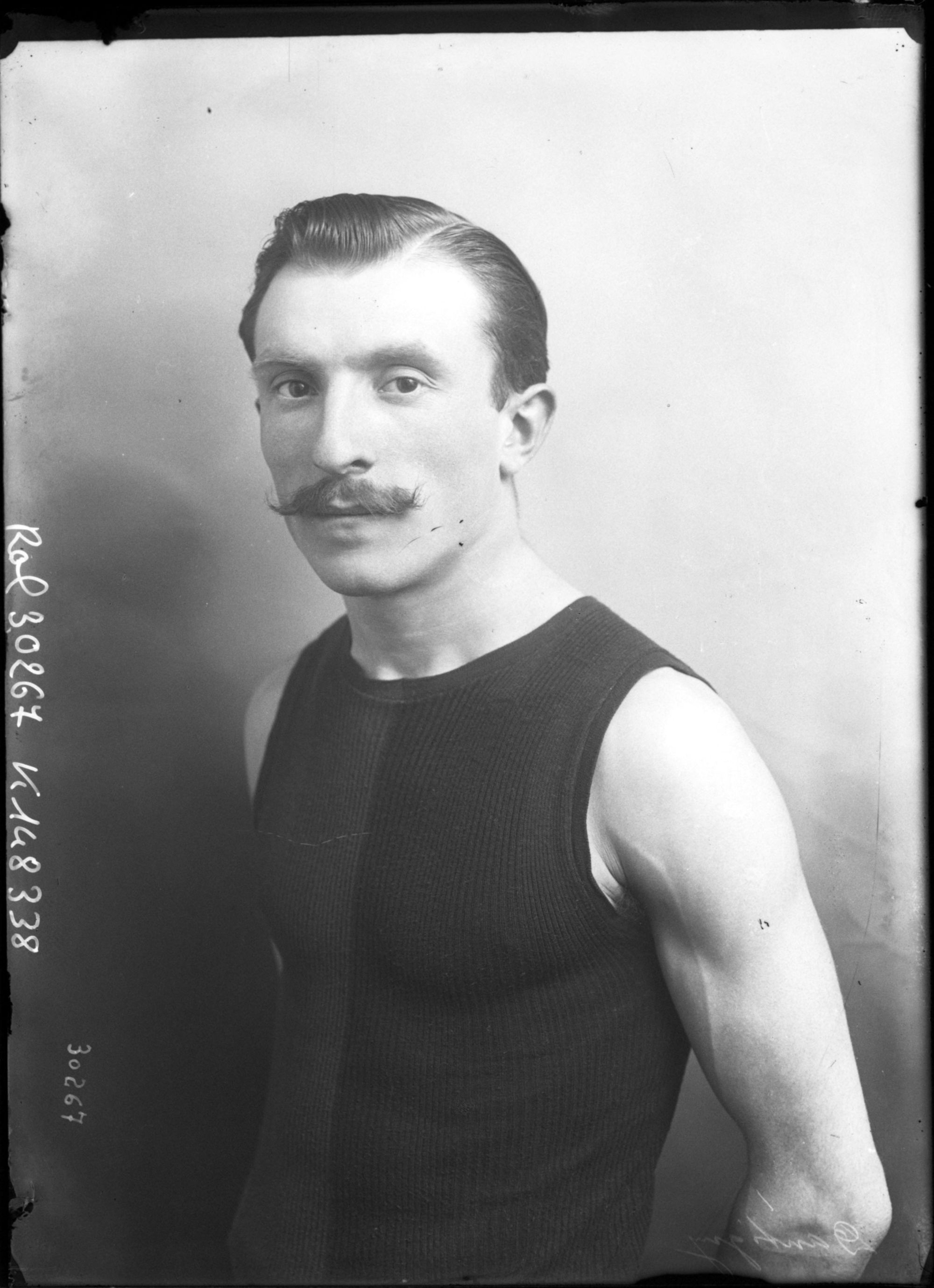
René Dantigny

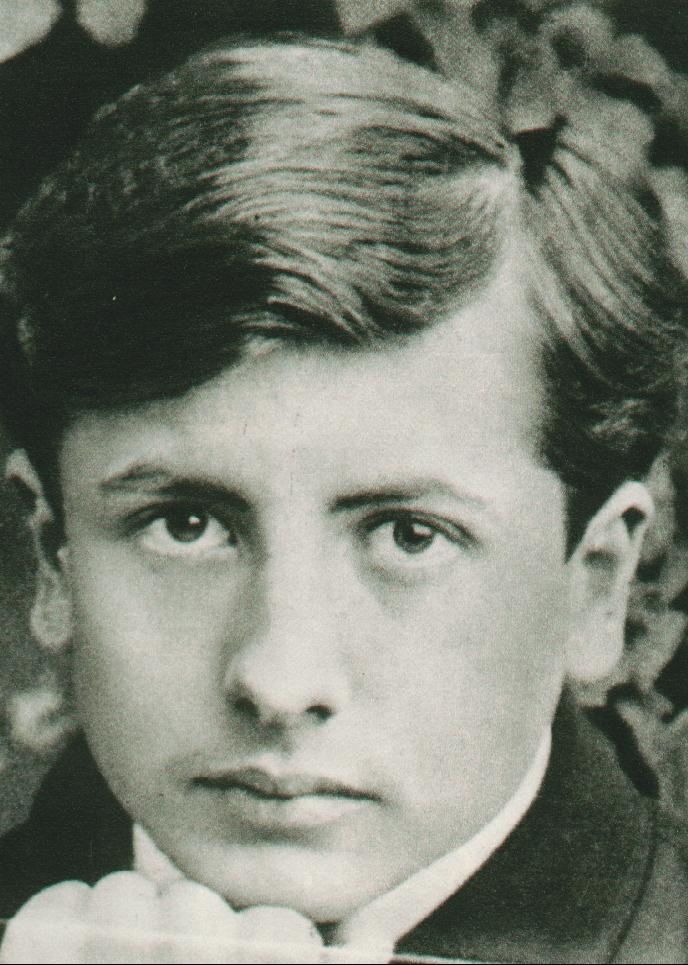
Alain-Fournier en septembre 1905 à la Chapelle d'Angillon.

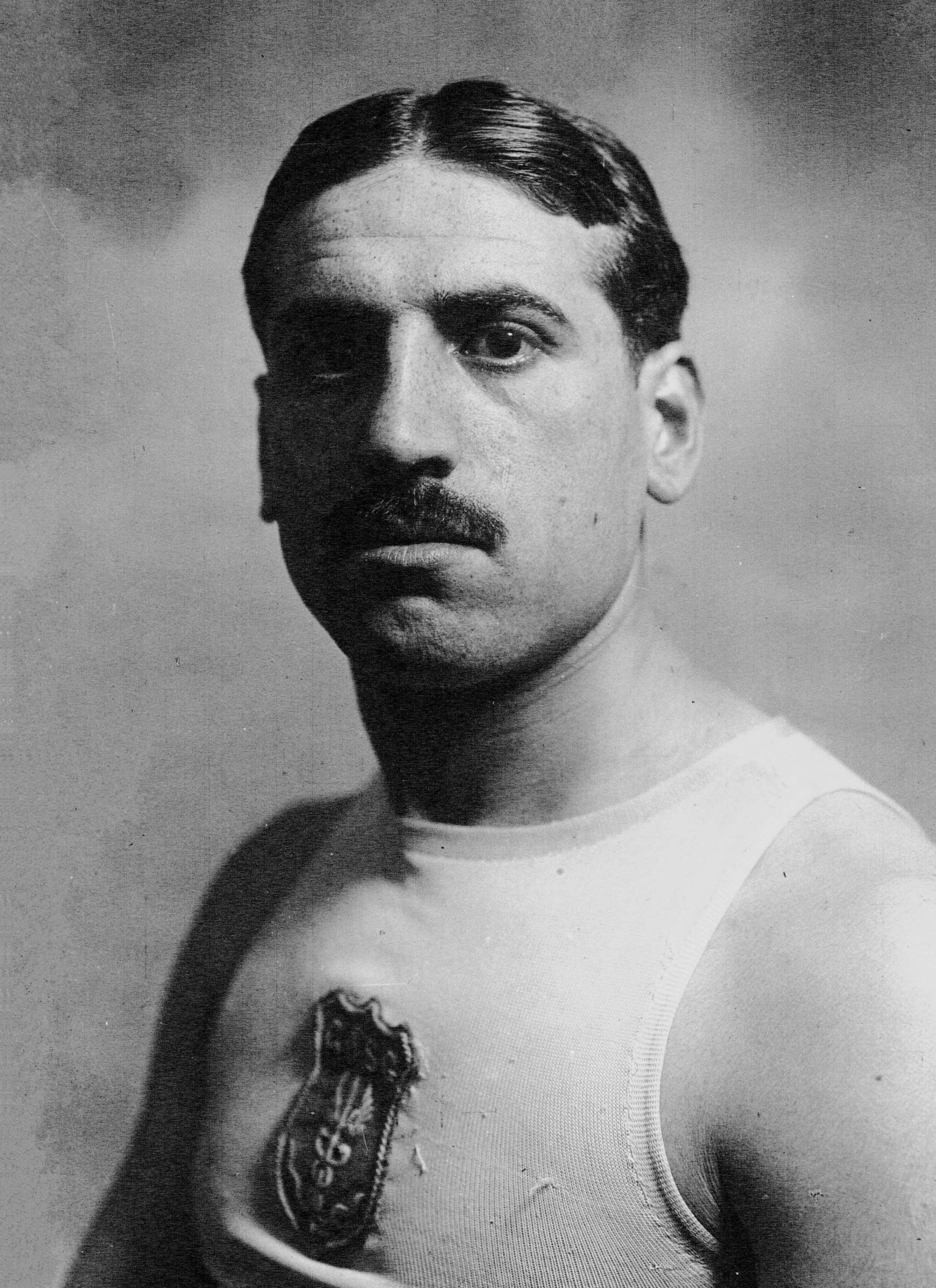
Jean Bouin en 1913

- à Verdun : Marie Savoie (née le 5 janvier 1877 au Cateau-Cambrésis), miraculée de Notre-Dame de Lourdes.
- 7 janvier à Nancy : Ludovic Beauchet, né le 3 février 1855 à Verdun, juriste, universitaire, historien du droit et homme politique français, maire de Nancy de 1904 à 1912.
- 15 janvier à Metz : Otto Brucks (Brandenburg, 28 novembre 1858Naissance en 1858 ou 1854[42], chanteur lyrique et compositeur allemand[43]. Il épousa Marie von Wallersee-Larisch, une nièce de l'impératrice d'Autriche Élisabeth de Wittelsbach.
- 23 février à Raon-l'Étape : Louis Geisler, né à Metz le 8 février 1852, industriel, imprimeur, illustrateur et inventeur français.
- 8 mars à Saulxures-sur-Moselotte : Jean Albert Poirot, mort à Nancy le 19 mai 1981, médecin, un résistant et un homme politique français.
- 24 mars à Remiremont : François Grégoire, mort le 24 avril 1973 à Saint-Nabord, Vosges, ingénieur de formation, puis professeur de lettres et essayiste français.
- 22 avril à Nancy : Henriette Grimm, plus connue sous le nom d'Henriette Gallé, épouse d'Émile Gallé et l'une des principales figures féminines du mouvement de l'école de Nancy.
- 7 mai à Nancy : Jules Molk (né le 8 décembre 1857 à Strasbourg), mathématicien français qui a travaillé sur les fonctions elliptiques. Il a obtenu le Prix Binoux de la part de l'Académie des Sciences en 1913.
- 27 juin à Gérardmer : Jean Netter, militaire français, Compagnon de la Libération. Cavalier de formation, il passe dans l'aviation et participe aux campagnes d'Afrique du Nord et d'Italie avant de se retirer en Allemagne où il passe le reste de ses jours à la tête d'un groupe industriel qu'il a fondé.
- 10 août à Dieue-sur-Meuse : Pierre Peslin (né à Vannes le 22 mai 1854), officier général français.
- 20 août lors de la bataille de Morhange : Émile Toussaint, né le 20 mars 1872 à Nancy, architecte français du mouvement Art nouveau.
- 21 août à Higny : 
  - Maurice Louis Marie Bourlon[44], officier et préhistorien français né le 18 octobre 1875 à Bourges[45] .
  - Jean Eugène Estrade, né le 25 novembre 1891 à Bordeaux [46], champion de natation français.
- 22 août :
  - à Lexy : Jean Reutlinger, photographe français né le 19 mars 1891 à Paris[47].
  - à Pierrepont (Meurthe-et-Moselle) : Jean Paul Edmond Léon Allard, devenu Jean Allard-Méeus[48], né à Saint-Mandé le 23 novembre 1891,, officier au 162e régiment d'infanterie et poète français.
- 23 août :
  - à Dieuze : Paul Émile Diou (Né à Saint-Julien-lès-Metz le 25 octobre 1855), officier général français blessé au bois de Mülhwald au cours de la bataille de Morhange. C'est l'un des 42 généraux français morts au combat durant la Première Guerre mondiale.
  - à Tucquegnieux : Victorin Garaix, né le 8 novembre 1890 à Taulignan, aviateur français de la Première Guerre mondiale.
- 24 août :
  - à Bey-Alincourt, dans le département de la Moselle : Charles de Barbançois, homme politique français. Il est né le 4 mai 1869 à Paris.
  - à Senon : Joseph de Marliave, né à Toulouse le 16 novembre 1873, musicologue français connu notamment pour son ouvrage sur les quatuors à cordes de Beethoven, qui fut le plus lu jusqu'à la publication du livre Les Quatuors de Beethoven de Joseph Kerman en 1966. Maurice Ravel lui dédia à titre posthume la toccata de sa suite pour piano Le Tombeau de Couperin.
- 25 août :
  - à Courbesseaux : André Casinelli, dit André du Fresnois, né à Vanves le 1er mai 1886, mort pour la France, écrivain, critique littéraire, journaliste et militant royaliste français.
  - à Méhoncourt : Pierre Goujon, né le 31 août 1875 à Paris 12e[49], homme politique français de la Troisième République. Il était le fils d'Étienne Goujon et le gendre de Joseph Reinach, journaliste et homme politique français très impliqué dans l'affaire Dreyfus.
  - à Tellancourt : Jean-Vital Alexandre, né le 10 décembre 1868 à Chassepierre, prêtre catholique belge, curé de Mussy-la-Ville, qui est exécuté par les Allemands lors de la Première Guerre mondiale.
- 29 août : Edmond Émile Verlet-Hanus, né à Toul le 21 mai 1874, et mort pour la France à l'hôpital de Gérardmer, officier français.
- 1er septembre à Nancy : Marie Joseph Claude Henri René Courtot de Cissey (1862-1914), militaire et écrivain français[50].
- 6 septembre :
  - à Osches : Alfred Mayssonnié (dit Maysso), joueur de rugby au XV toulousain, né le 10 février 1884 à Lavernose-Lacasse.
  - à Bar-le-Duc : Charles Auguste Henri Roques, né le 4 juillet 1858 à Pau, officier général français. Général de brigade, il est l'un des quarante-deux généraux français morts au combat durant la Première Guerre mondiale.
- 7 septembre :
  - à Courbesseaux : Georges Kriéger, organiste et compositeur français né le 9 novembre 1885 à Poligny (Jura).
  - à Vaubécourt, mort au combat : René Dantigny, né le 6 décembre 1889 dans le 18e arrondissement de Paris[51],[52], est un sportif français, spécialiste de demi-fond et notamment du 800 mètres[53].
- 12 septembre à Pont-Saint-Vincent : Lucien Linard (1881-1914), imprimeur français.
- 19 septembre dans la Meuse : Auguste Jules Léon Odde dit Auguste Odde, soldat français de la Première Guerre mondiale[54], né le 29 novembre 1892 à Six-Fours-les-Plages (Var) et exécuté le 19 septembre 1914, injustement inculpé par un tribunal militaire sur le motif de mutilation volontaire à la suite du diagnostic « rapide et arbitraire » du médecin militaire Cathoire.
- 22 septembre, tués au combat :
  - à Saint-Remy-la-Calonne, Meuse : 
    - Alain-Fournier (à 27 ans), pseudonyme d'Henri-Alban Fournier, né le 3 octobre 1886 à La Chapelle-d'Angillon dans le Cher, écrivain français, dont l’œuvre la plus célèbre est Le Grand Meaulnes.
    - Gaston Marcellin[55], né le 5 mai 1882 à Piégon (Drôme)[56], auteur français.
- 24 septembre à Beaumont-en-Verdunois : René Marcelin (12 juin 1885 à Gagny), physico-chimiste français qui est mort jeune durant la Première Guerre mondiale[57]. Étudiant de Jean Baptiste Perrin à la Faculté des Sciences à Paris, il réalise des études théoriques dans le domaine de la cinétique chimique[58],[59].
- 27 septembre à Beaumont (54) : Charles Antoine Sibille, général français tué à l'ennemi en allant reconnaître la position qu’il allait attaquer.
- 28 septembre à Saint-Mihiel : Jean Destrem, né le 12 mai 1875 à Paris, peintre français.
- 29 septembre, mort pour la France à Xivray dans la Meuse : Jean Bouin, né Alexandre François Étienne Jean Bouin le 20 ou 21 décembre 1888 à Marseille, athlète français spécialiste de la course de fond. Outre une médaille d'argent aux Jeux olympiques d'été de 1912 sur 5 000 mètres, il a gagné trois fois de suite le Cross des nations, considéré alors comme le championnat du monde de la discipline. Il a également été le détenteur de sept records du monde sur différentes distances et durées. De nombreuses enceintes sportives portent son nom en France.
- 14 octobre à Mouilly : Marcel Loiseau (né à Fontenelle-en-Brie), soldat au 106e régiment d'infanterie, connu pour avoir été fusillé pour l'exemple pendant la Première Guerre mondiale[60].
- 22 octobre à Toul : Émile Reymond de son vrai nom Élie Henri Émile Reymond, né le 2 avril 1865 à Tarbes (Hautes-Pyrénées), médecin, homme politique et aviateur français.
- 1er décembre à Mécrin : Léon Gambey (1883-1914), peintre, dessinateur et illustrateur français de la Belle Époque, méconnu du fait de sa brève carrière.